# Shannon Birchall
Pour les articles homonymes, voir Birchall.
Shannon Birchall était le contrebassiste de The John Butler Trio jusqu'en 2009.

## Biographie
Shannon Birchall a commencé la contrebasse à l'âge de 15 ans après avoir initialement étudié le violon classique. Diplômé du Victorian College of the Arts, il a joué avec les orchestres symphoniques de Tasmanie, d’Adélaïde et de Melbourne. Il a également tourné à l’international avec The Hoodangers, un groupe énergique à mi-chemin entre les Sex Pistols et Jelly Roll Morton. En 1997, ils ont visité l’Europe, la Russie et d’anciennes républiques soviétiques, avant d’entreprendre une tournée en Amérique du Nord. En 2000, Birchall est retourné en Europe pour se produire aux Pays-Bas et au Danemark avec The Band Who Knew Too Much.
Depuis, Birchall a joué dans divers groupes, restant fidèle au John Butler Trio tout en collaborant avec de nombreuses formations de jam et de blues. Il a notamment participé à l’album Deliverance de You Am I, sorti en 2002. En 2004, Deborah Conway et Willie Zygier ont fait appel à lui pour les arrangements et l'enregistrement de leur album Summertown. Le 16 mai 2007, il est apparu dans l’émission musicale australienne Spicks and Specks, jouant avec The Band Who Knew Too Much.
Le 23 mars 2009, le site officiel du John Butler Trio annonçait que Shannon, ainsi que le batteur Michael Barker, donneraient leurs derniers concerts avec le groupe en avril. Selon cette annonce, la décision a été prise par John Butler lui-même pour des raisons artistiques. Il a déclaré : « Michael et Shannon ont été, de loin, la meilleure formation avec laquelle j’ai joué au sein du John Butler Trio jusqu’à présent. Ce fut un plaisir de vivre, aimer, apprendre, enregistrer et tourner avec eux. Leur professionnalisme, leur talent musical et leur engagement ont été sans faille, et pour cela, ainsi que pour bien d'autres choses, je leur suis profondément reconnaissant. »
À l’automne 2009, Birchall a fait ses débuts avec le Spaghetti Western Orchestra, une interprétation musicale et théâtrale des œuvres cinématographiques d'Ennio Morricone. Une tournée en 2010-2011 s’est conclue par une performance en direct sur BBC Radio et TV au Royal Albert Hall, dans le cadre des BBC Proms, le 14 août 2011.
Le concert au Royal Albert Hall a attiré davantage d’attention sur le groupe, qui a ensuite poursuivi une tournée au Royaume-Uni et en Europe en 2012.

## Discographie
- 2004 : Sunrise Over Sea avec The John Butler Trio
- 2007 : Grand National avec The John Butler Trio
- 2007 : Overnighter de Neil Murray